# Hypsiophthalmus buphthalmus
Hypsiophthalmus buphthalmus is een keversoort uit de familie kniptorren (Elateridae). De wetenschappelijke naam van de soort is voor het eerst geldig gepubliceerd in 1829 door Eschscholtz.